# Pools-Russische Oorlog (1605-1618)
De eerste Pools-Russische Oorlog duurde van 1605 tot 1618 en was de verzamelnaam van een reeks conflicten tussen het Pools-Litouwse Gemenebest en het Tsaardom Rusland naar aanleiding van de in Rusland uitgebroken opvolgingsstrijd na de dood van Ivan de Verschrikkelijke, die ook wel de Tijd der Troebelen wordt genoemd.

## Aanleiding

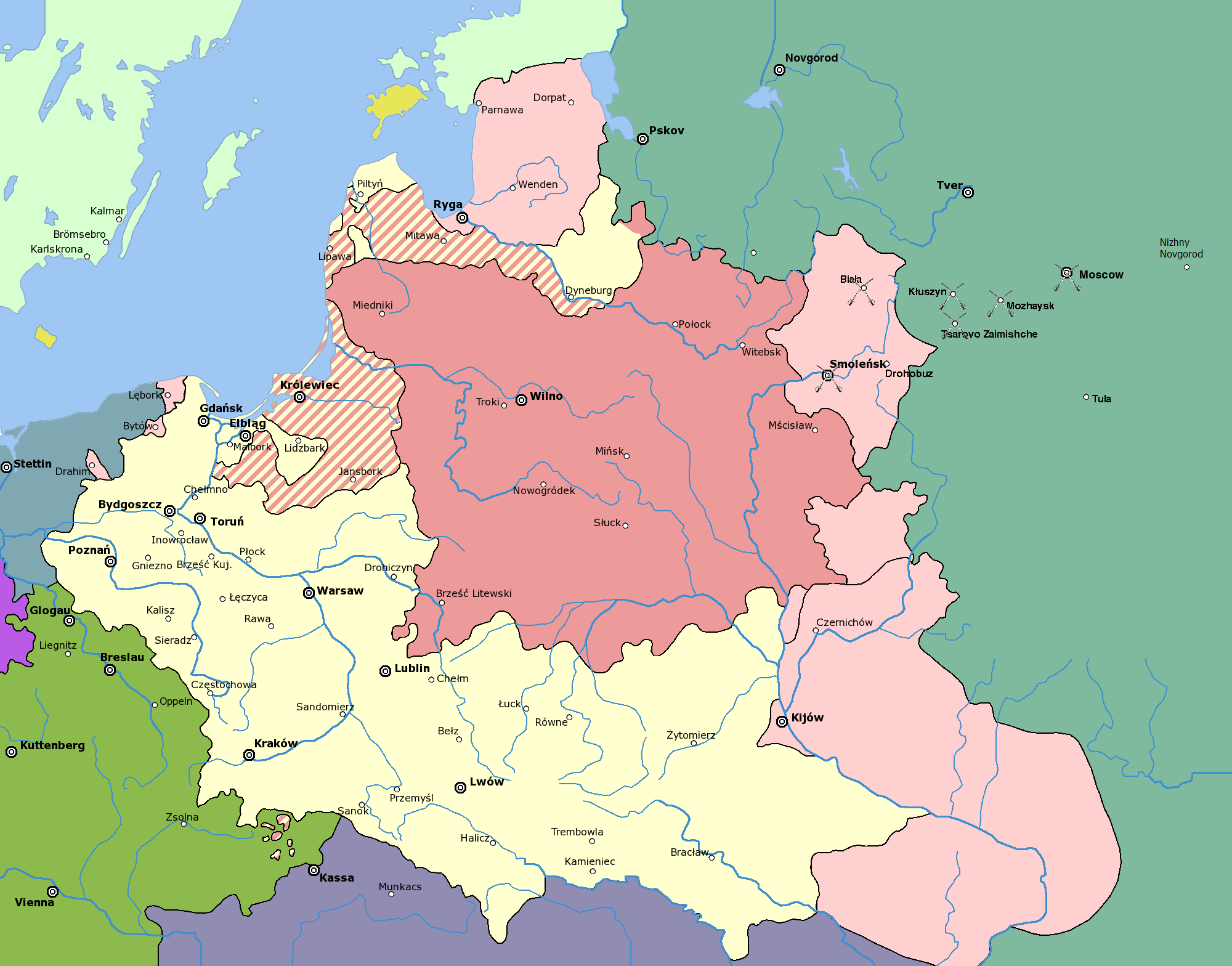
Politieke situatie voor de oorlog

Na de dood van Ivan IV brak een opvolgingsstrijd uit die gewonnen werd door Boris Godoenov. Hij benoemde zichzelf tot tsaar, maar slaagde er niet in om alle tegenstand omver te werpen.
Na de dood van Boris werd hij opgevolgd door zijn zoon Fjodor. Fjodor II werd vermoord en de samozvatnets (een zelfbenoemde "valse" tsaar of tsarenzoon) Dimitri, die beweerde familie te zijn van Ivan IV, nam met Poolse hulp de macht over als Dimitri I. Hij regeerde minder dan een jaar. In deze periode trachtte hij meerdere veranderingen door te voeren, op zowel politiek als religieus vlak. Zo trachtte hij Rusland Rooms-katholiek te maken. Deze veranderingen en de grote aanwezigheid van Poolse soldaten vormden reden tot een opstand door de Moskovieten, waarbij Dimitri werd vermoord. Vasili Sjoejski werd als opvolger gekozen. Deze was een zwakke tsaar en verscheidene legercommandanten weigerden hem te volgen. Toen een tweede valse Dimitri opstond kreeg deze steun van de afvalligen en een deel van de kozakken. In 1608 marcheerde hij naar Moskou. Het lukte hem echter niet om de stad in te nemen en hij sloeg zijn kamp op in Toesjino, ongeveer 10 km van Moskou. In zijn grote nood riep Vasili de hulp in van Zweden.

## Oorlog

### Poolse overwinningen
Omdat de Zweden hulp verleenden aan de tsaar, voelde de Poolse koning Sigismund III zich geroepen de pro-Poolse Dimitri te steunen en viel Rusland aan. In september 1609 voerde hij het beleg over Smolensk. Omdat hij de sterke stad niet alleen kon innemen, deed hij een beroep op de Poolse soldaten die samen met Dimitri in Toesjini vochten. Dimitri vluchtte uit vrees voor een uitlevering aan Polen naar Kaloega.
De Russische bondgenoten van Dimitri onderwierpen zich aan Sigismund. Ze waren bereid om 's konings zoon Wladislaus als tsaar te aanvaarden op voorwaarde dat de Russen Orthodox konden blijven. Vermomd als boer vluchtte Dmitri naar Kostroma.

### Voorlopige Vrede
Met de hulp van Zweden slaagde een verre neef, Michail Skopin-Sjoejski, erin om Moskou te ontzetten. Hij werd echter in 1610 door Vasili als mogelijke rivaal vermoord. Dimitri ondernam een tweede aanval op Moskou, dit keer geholpen door de Don-Kozakken. Hij wist heel Zuidoost-Rusland te veroveren, maar slaagde er wederom niet in om Moskou te veroveren.
Ondertussen werd een ontzettingsleger voor Smolensk vernietigend verslagen. Vanaf twee kanten werd Vasili nu bedreigd. De Polen marcheerden uit het westen en Dmitri uit het zuiden. De tsaar werd tot aftreden gedwongen en verbannen naar een klooster. Zeven bojaren namen de macht over. Het gewone volk wilde Dimitri op de troon, maar de bojaren hadden liever Wladislaus. In augustus 1610 werd de ondertussen orthodoxe Wladislaus verkozen tot tsaar. In het Kremlin werd een Pools garnizoen gelegerd. Het bleek dat Sigismund zelf tsaar wilde worden. De Russen stuurden een delegatie, maar die werd in 1611 gevangengenomen. Ondertussen bleef Smolensk belegerd en in juni werd de stad ingenomen door de Polen.

### Nationalistische gevoelens
Toen de patriarch over de inname van Smolensk vernam, riep hij de Russen op om een opstand te beginnen tegen de Polen. Deze oproep had succes en in 1611 kwam een nationaal leger op de been. Dit leger slaagde erin om het Poolse garnizoen samen te drijven in het Kremlin. De vraag was wie er tsaar moest worden. De ene helft wilde Michaël Romanov, een ver familielid van Ivan IV, de andere helft de Zweedse prins Karel Filips. Hierover ontstond onenigheid die de Polen toeliet om het garnizoen te bevoorraden.

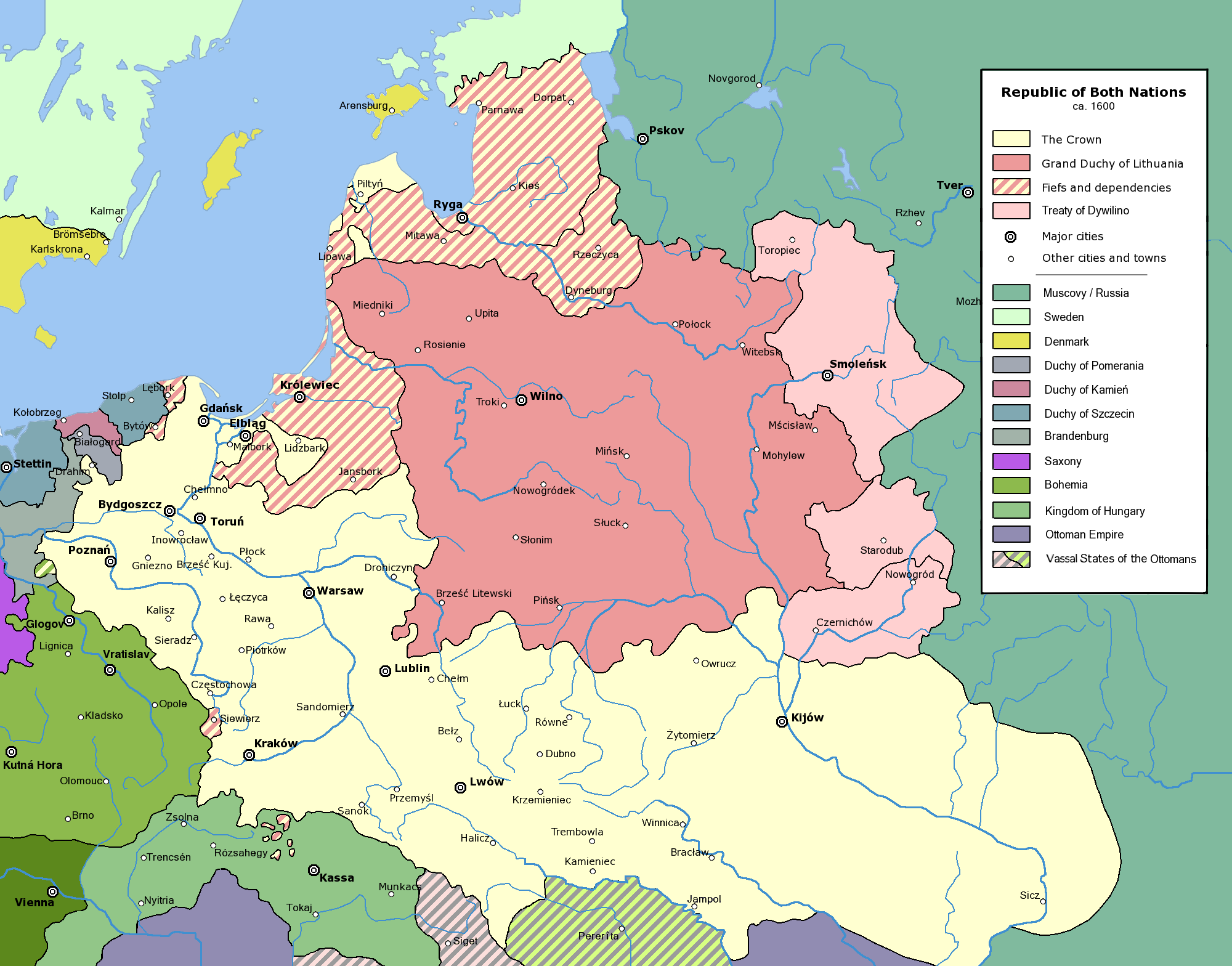
Politieke situatie na de sluiting van het Verdrag van Deoelino in 1618

### Russische overwinningen
De Zweden hadden ondertussen in Ivangorod een derde valse Dimitri aangesteld als tegenvorst met als doel hun macht te vergroten ten koste van Polen en Rusland. In het noorden van Rusland bracht men een kozakkenleger op de been. In 1612 marcheerde het naar Moskou en verenigde zich daar met het gesplitste nationale leger. Hiertegen konden de Polen zich niet meer verdedigen en in oktober capituleerden ze na de vernietiging van een ontzettingsleger.
De derde valse Dimitri riep zich op 28 maart 1611 uit tot tsaar Dimitri Ivanovitsj en wist in 1612 een aantal kozakken achter zich te krijgen, die zich echter schuldig maakten aan grote vernielingen in de omgeving van Moskou, waarna hij op 18 mei 1612 werd gearresteerd en door de bevelhebbers in Moskou geëxecuteerd.
Opnieuw rees de vraag wie er tsaar moest worden. De meeste bojaren wilden een Zweed, anderen verwierpen iedere buitenlander. Ten slotte werden ze het eens over Michail Romanov. In 1613 werd hij tot tsaar gekroond.
Enkele jaren later werden degenen die een familielid van Ivan IV tsaar hadden willen zien worden, uitgeleverd en ter dood veroordeeld. Het was moeilijker om de Zweden en Polen kwijt te geraken. Met de Zweden sloot men in 1617 een verdrag dat Rusland weliswaar afsloot van de Oostzee, maar de stad Novgorod teruggaf. De Polen ondernamen nog een poging om Moskou in te nemen, maar die faalde en in december 1618 werd er in het dorpje Deoelino een wapenstilstand gesloten voor veertien en een half jaar. De Polen kregen Smolensk en een omvangrijk gebied ten oosten van de Dnepr. Ze bleven echter de aanspraak van Wladislaus op de troon handhaven. Hiermee eindigde voorlopig de Pools-Moskovitische Oorlog.

## Bron
- Een geschiedenis van Rusland, J.W. Bezemer
- Dit artikel of een eerdere versie ervan is een (gedeeltelijke) vertaling van het artikel Polish–Muscovite War (1605–18) op de Engelstalige Wikipedia, dat onder de licentie Creative Commons Naamsvermelding/Gelijk delen valt. Zie de bewerkingsgeschiedenis aldaar.

Lijflandse Oorlog (1558-1583) · Pools-Russische Oorlog (1605-1618) · Pools-Russische Oorlog (1654-1667) · Pools-Russische Oorlog (1792) · Pools-Russische Oorlog (1919-1921) · Sovjet-aanval op Polen (1939)